# Grevenbroekmuseum

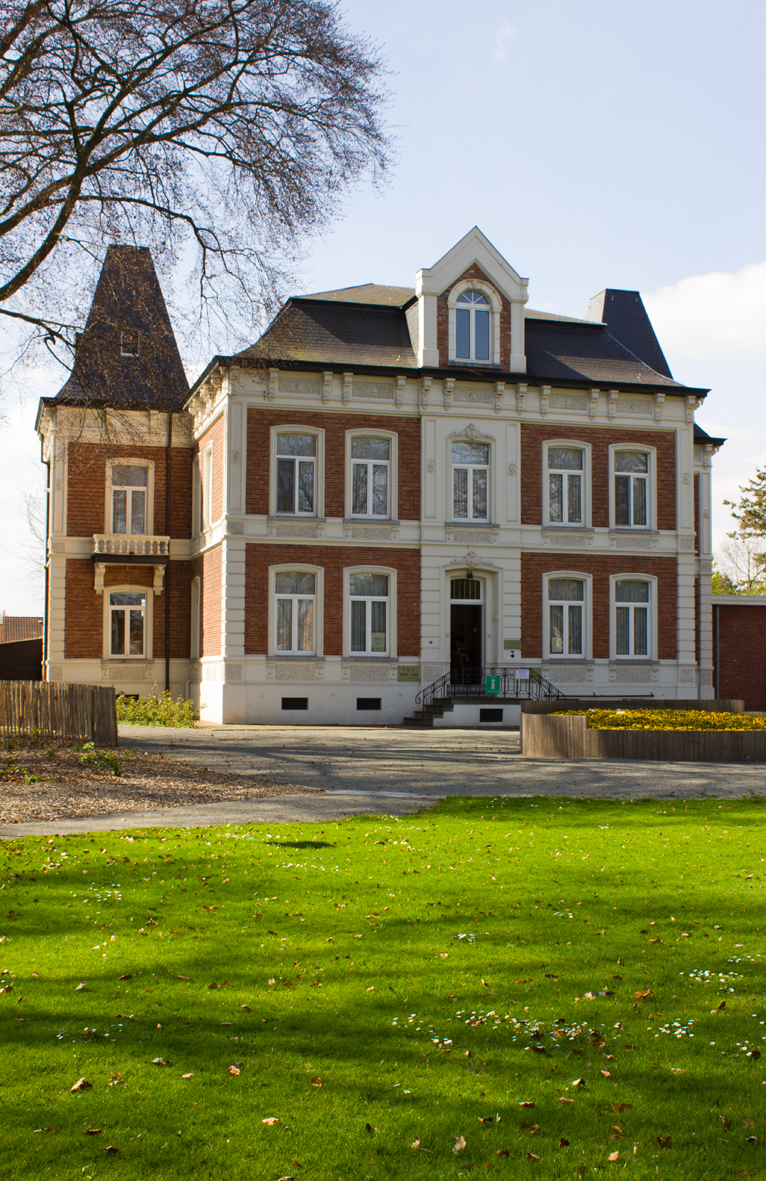
Simonshuis

Het Grevenbroekmuseum is een streekmuseum in de Belgische plaats Achel, provincie Limburg. Het bevindt zich in het Simonshuis.

## Simonshuis
Het Simonshuis is een teutenhuis uit 1883, dat omringd is door een park. Het werd gebouwd door Willem Simons, telg uit een teutenfamilie welke ook burgemeesters leverde. Van 1913-1977 betrok de Eindhovense industrieel Frans Schellens het huis, en op de plaats van de teutenhoeve achter het huis was het bedrijf: Tissage de Velours, dat de gordijnstof velours vervaardigde. Van 1944-1945 diende het huis als hoofdkwartier van generaal Miles Dempsey. Ook president Dwight Eisenhower en veldmaarschalk Bernard Montgomery bezochten het huis.
In 1974 werd het huis aangekocht door de gemeente, sinds 1982 zetel van de Dienst voor Toerisme en in 1988 vestigde zich ook het museum in dit gebouw. In 1997 werd een bijgebouw toegevoegd.

## Museum
Het museum bevat voorwerpen uit de hele loop van de geschiedenis. Zo wordt de menselijke evolutie behandeld aan de hand van originele voorwerpen, replica's, maquettes en dergelijke. Zo is er een vuistbijl uit het Moustérien te zien. Uit het mesolithicum stammen voorwerpen zoals in de omgeving ontdekte vuurstenen pijlpunten en krabbers. Uit het neolithicum stammen onder meer voorwerpen die in de hier voorkomende grafheuvels werden gevonden. Ook zijn er voorwerpen uit de bronstijd en de ijzertijd, en Romeinse voorwerpen. Er is een graf van een Frankische krijger met bijbehorend skelet en bijgiften. Er zijn voorwerpen die betrekking hebben op Grevenbroek en De Tomp, maquettes van de belangrijke historische gebouwen waaronder een van de Hamonter burcht omstreeks 1750, herinneringen aan de teuten en uitleg van de moderne geschiedenis, waaronder de Eerste Wereldoorlog en de Tweede Wereldoorlog.